# Петровский уезд (Саратовская губерния)
Петровский уезд — административно-территориальная единица Саратовской губернии, существовавшая в 1780—1928 годах. Уездный город — Петровск.

## Географическое положение
Уезд располагался на севере Саратовской губернии, граничил с Пензенской губернией. Площадь уезда составляла в 1897 году 6 509,6 верст² (7 408 км²), в 1926 году — 7 766 км².

## История
Уезд образован в 1780 году в составе Саратовского наместничества в результате реформы Екатерины Великой. С декабря 1796 по март 1797 — в составе Пензенской губернии.
В 1928 году Петровский уезд был упразднён, на его территории образован Петровский район Саратовского округа Нижне-Волжской области (позднее Нижне-Волжского края).

## Население
По данным переписи 1897 года в уезде проживало 222 070 чел. В городе Петровск проживало 13 304 чел.
По итогам всесоюзной переписи населения 1926 года население уезда составило 323 562 человек, из них городское (Петровск) — 19 192 человек.

### Языковой состав
Родной язык населения Петровского уезда по данным переписи 1897 года:
| Язык                      | Численность, чел. | Доля     |
| ------------------------- | ----------------- | -------- |
| Русский («великорусский») | 160 872           | 72,44 %  |
| Мордовский                | 44 501            | 20,04 %  |
| Татарский                 | 12 394            | 5,58 %   |
| Чувашский                 | 2 212             | 1,00 %   |
| Башкирский                | 1 222             | 0,55 %   |
| Другие                    | 869               | 0,39 %   |
| Итого                     | 222 070           | 100,00 % |

1. 1 2  Получено самостоятельными вычислениями.

## Административное деление
В 1890 году в состав уезда входило 30 волостей:
| № п/п | Волость                 | Волостное правление      | Число селений | Население |
| ----- | ----------------------- | ------------------------ | ------------- | --------- |
| 1     | Александро-Юматовская   | с. Александровское       | 9             | 3778      |
| 2     | Безводинская            | с. Безводное             | 6             | 4146      |
| 3     | Березовская             | с. Березовское           | 7             | 4699      |
| 4     | Бегучевская             | с. Бегуч                 | 5             | 6101      |
| 5     | Варыпаевская            | с. Варыпаево             | 9             | 4781      |
| 6     | Верхозимская            | с. Верхозим              | 12            | 6544      |
| 7     | Вязьминская             | с. Вязьмино              | 13            | 7288      |
| 8     | Грязнушинская           | с. Грязнуха              | 16            | 5110      |
| 9     | Даниловская             | с. Даниловка             | 5             | 6004      |
| 10    | Жуковская               | с. Жуковка               | 17            | 5389      |
| 11    | Зиновьевская            | с. Зиновьевка            | 9             | 5261      |
| 12    | Камышинская             | с. Камышинское           | 13            | 7208      |
| 13    | Ключевская              | с. Ключевка              | 12            | 4822      |
| 14    | Князевская              | с. Князевка              | 8             | 4204      |
| 15    | Кожинская               | с. Кожинское-Колбинское  | 10            | 4645      |
| 16    | Козловская              | с. Козловка              | 6             | 9383      |
| 17    | Кондольская             | с. Кондоль               | 16            | 6219      |
| 18    | Лопатинская             | с. Лопатино              | 11            | 5603      |
| 19    | Мало-Сердобинская       | с. Малая Сердоба         | 4             | 10446     |
| 20    | Мачкасская              | с. Мачкасы               | 7             | 9504      |
| 21    | Ново-Захаркинская       | с. Новое Захаркино       | 16            | 7879      |
| 22    | Пестровская             | с. Пестровка             | 15            | 3433      |
| 23    | Петровская              | г. Петровск              | 16            | 11583     |
| 24    | Порзовская              | с. Порзово               | 11            | 4201      |
| 25    | Пылковская              | с. Старо-Пылковское      | 7             | 9974      |
| 26    | Савкинская              | с. Савкино               | 12            | 6396      |
| 27    | Спасско-Александровская | с. Спасско-Александровка | 10            | 4587      |
| 28    | Старо-Захаркинская      | с. Старое Захаркино      | 6             | 13589     |
| 29    | Старо-Славкинская       | с. Старое Славкино       | 5             | 12411     |
| 30    | Троицко-Варыпаевская    | с. Троицко-Варыпаевское  | 3             | 3731      |